# Eddie Cochran
Ray Edward "Eddie" Cochran, född 3 oktober 1938 i Albert Lea, Minnesota, död 17 april 1960 i Bath, Somerset, Storbritannien, var en amerikansk rockmusiker. Han föddes i Minnesota men växte upp i Bell Gardens, Kalifornien.
Cochran kom att bli en rock'n'roll-pionjär med sånger som "Weekend", "C'mon Everybody", "My Way", "Something Else", "Twenty Flight Rock", och "Summertime Blues". Av en händelse blev en av hans sista låtar "Three Steps to Heaven", som han spelade in 8 januari 1960.
Under en turné i Storbritannien skadades den 21-årige Cochran allvarligt till följd av en trafikolycka i en taxi (en Ford Consul). Olyckan inträffade omkring kl 23:50 lördagen den 16 april 1960 vid det lilla samhället Chippenham i Wiltshire. Ett däck exploderade när taxichauffören höll hög hastighet, varvid chauffören förlorade kontrollen och kraschade in i en lyktstolpe på Rowden Hill, där en plakett nu markerar platsen. Ingen annan bil var inblandad. Cochran, som satt i mitten av baksätet, kastade sig över sin fästmö Sharon Sheeley för att skydda henne, och kastades ur bilen när dörren flög upp. Han fördes till St Martin's sjukhus i Bath, där han avled vid 16:10 följande dag av svåra skallskador. Gene Vincent överlevde olyckan. Cochrans kropp flögs hem och hans kvarlevor begravdes den 25 april 1960 på Forest Lawn Memorial Park i Cypress, Kalifornien.
1987 kom Eddie postumt med i Rock and Roll Hall of Fame, han är även med i Rockabilly Hall of Fame.

## Diskografi
Album utgivna i USA (urval)
- Singin' to My Baby (1957)
- Eddie Cochran (1960)
- Never to Be Forgotten (1962)
- Summertime Blues (1966)
- Legendary Masters Series (1972)
- The Very Best of Eddie Cochran (1975)
- Great Hits (1983)
- On the Air (1987)
- The Best of Eddie Cochran (1987)
- Greatest Hits (1990)
- Singin' to My Baby and Never to Be Forgotten (1993)

Singlar (urval)
- "Sittin' in the Balcony" (1957) (US #18, UK #23)
- "Twenty Flight Rock" (1957)
- "Jeannie Jeannie Jeannie" (1958) (US #94)
- "Summertime Blues" (1958) (US #8, UK# 18)
- "C'mon Everybody" (1958) (US #35, UK# 6)
- "Teenage Heaven" (1959) (US #99)
- "Somethin' Else" (1959) (US #58, UK #22)
- "Hallelujah I Love Her So" (1959) (UK #22)
- "Three Steps to Heaven" (1960) (UK #1)
- "Lonely" (1960) (UK #41)
- "Weekend" (1961) (UK #15)
- "My Way" (1963) (UK #23)